# مورا اریش
مورا اریش (انگلیسی: Murat Eriş؛ زادهٔ ۲۳ مهٔ ۱۹۷۷) یک بازیکن تنیس روی میز است.